# Математическая гимназия (Белград)
Математическая гимназия (серб. Математичка гимназија) — специализированная средняя школа для одарённых детей в Белграде, Сербия. Имеет свою собственную учебную программу с углублённым изучением математики, физики, информационных технологий и других технических предметов.

## История
Проект о создании в Югославии отдельной школы для вундеркиндов разработала группа математиков, физиков и педагогов под руководством академика Воина Даёвича, бывшего преподавателя факультета естественных наук Белградского университета — за основу они взяли модель Школы имени А. Н. Колмогорова при Московском государственном университете. Проект шёл вразрез с тогдашней социалистической идеологией страны, авторов обвиняли в элитаризме, тем не менее, в 1966 году Белградский городской совет всё же одобрил открытие специальной математической гимназии, и с сентября она начала работать — в здании-задужбине Персиды и Ристы Миленкович, построенном в 1929 году. Для первого учебного года потребовалось провести три вступительных экзамена, в результате которых были отобраны 56 учеников.
В период 1977—1989 годов Математическая гимназия испытывала трудности в связи с проводимыми общегосударственными реформами образования, в результате которых она фактически была интегрирована в общую систему среднего профессионального образования и тем самым в значительной степени утратила свою уникальность. Тогдашний директор Милан Распопович прилагал все усилия к тому, чтобы вернуть школе специальный статус и получить право на собственную образовательную программу. В результате этих усилий в 1988 году гимназию официально вернули к своей первоначальной задаче, придав ей статус учебного заведения «экспериментального» образования, а год спустя был официально опубликован новый учебный план.
«Экспериментальность» исчезла из документов только в 1995 году, когда министерство образования присвоило ей статус специализированной школы для талантливых/одарённых учеников в математике, информатике, физике и других естественных науках. В то же время она была признана школой особого национального значения — стала первой подобной школой на территории бывшей Югославии.

## Обучение

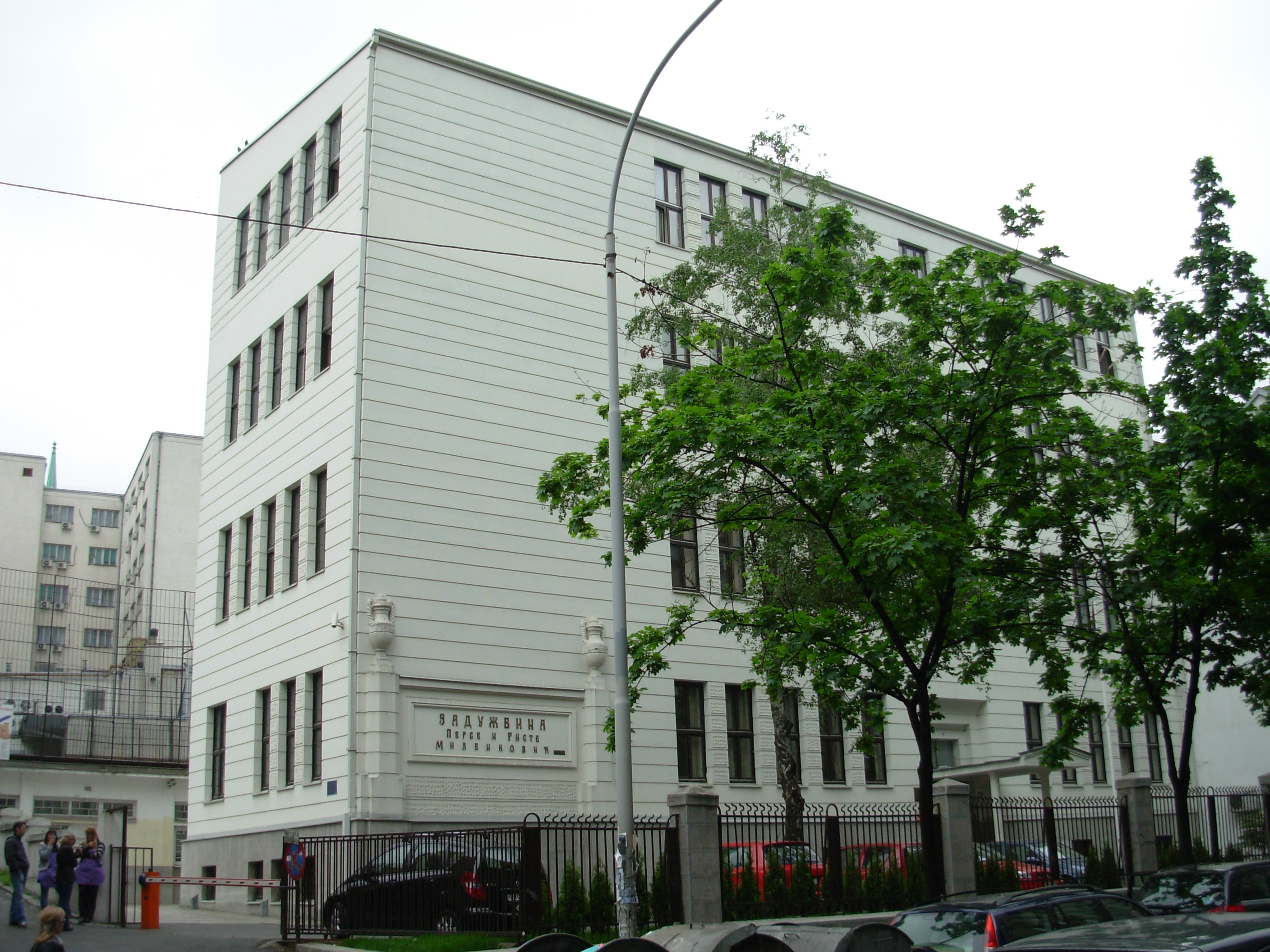
Здание Математической гимназии в Белграде

В Математическую гимназию принимаются ученики начальных общеобразовательных школ, но для этого им необходимо сдать довольно сложные вступительные экзамены. Также учитывается средний балл в школе и участие в олимпиаде по математике на уровне страны. Поступить можно в 7 или в 9 класс. Ежегодно здесь проходят обучение около 550 студентов, по состоянию на 2011 год гимназия выпустила более 8000 студентов, из них 250 впоследствии стали докторами наук и 400 кандидатами наук. Предметы преподают около 160 учителей, многие из них имеют степень доктора философских наук, причём большинство профессоров сами являются выпускниками этого учебного заведения. Помимо состоящих в штате преподавателей, для осуществления учебного процесса часто приглашаются преподаватели вузов, в частности преподаватели Белградского университета, Белградского физического института, Математического института при Сербской академии наук и искусств.
Ученики гимназии успешно выступают на Международных олимпиадах школьников по математике, физике, астрофизике, информатике, астрономии и геологии. За свою многолетнюю историю школа завоевала на международном уровне более 400 медалей различного достоинства, занимая по этому показателю одно из первых мест в мире.
После выпуска многие ученики поступают в престижные зарубежные вузы, с которыми у школы заключены соглашения о сотрудничестве. Например, партнёрами школы являются такие учебные заведения как Московский государственный университет, Объединённый институт ядерных исследований, Университетский колледж Лондона, Колумбийский университет, Стэнфордский университет, Массачусетский технологический институт, Калифорнийский университет в Беркли и др. Большинство, тем не менее, получают стипендию на поступление в местный Белградский университет.

## Значимые события в жизни гимназии
30 мая 1999 года в результате бомбардировок НАТО на Варваринском мосту была убита одна из лучших учениц Математической гимназии, 15-летняя девушка-вундеркинд Саня Миленкович, победительница многочисленных олимпиад по математике, физике и химии. Её смерть вызвала большой общественный резонанс и стала потрясением для других учеников гимназии. Президент страны Слободан Милошевич впоследствии на Гаагском трибунале назвал её математическим гением и привёл в качестве показательного примера, рассказывая о жертвах бомбардировок.
Математическую гимназию посещали такие влиятельные люди как Патриарх Сербский Павел, Патриарх Сербский Ириней, президент страны Борис Тадич, премьер-министр Зоран Джинджич, кронпринц Югославии Александр Карагеоргиевич. Праздничные концерты по случаю тридцатилетнего и сорокалетнего юбилеев школы прошли на сцене Национального театра при финансовой поддержке премьер-министра Воислава Коштуницы.

## Награды
- Сретенский орден III степени (2016)[13]